# Saint-Aubin-des-Grois

Saint-Aubin-des-Grois este o comună în departamentul Orne, Franța. În 1 ianuarie 2018 avea o populație de 58 de locuitori.